# Arthur von Hippel (Mediziner)

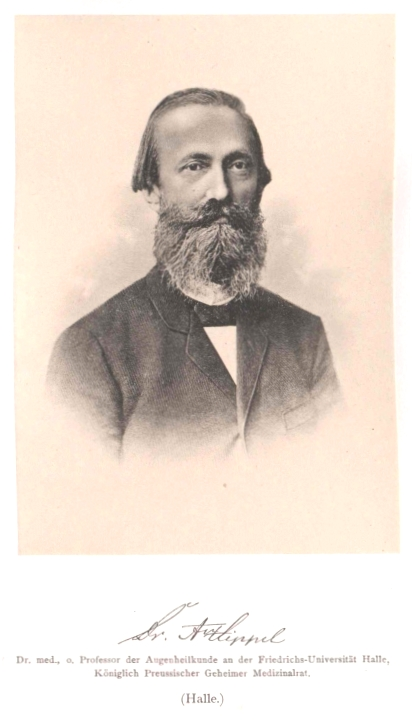
Arthur von Hippel

Arthur von Hippel (* 24. Oktober 1841 in Fischhausen bei Pillau, Ostpreußen; † 26. Oktober 1916 in Göttingen) war ein deutscher Ophthalmologe.

## Herkunft

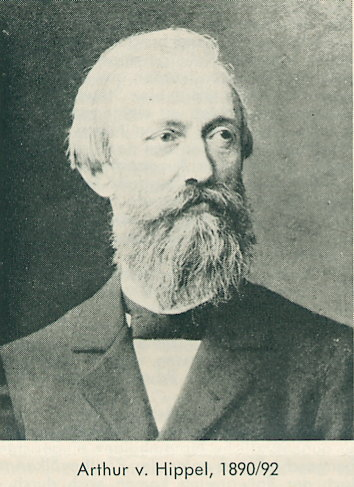

Seine Eltern waren der Königsberger Justizrat Wilhelm von Hippel (1812–1860) und dessen Ehefrau Ida Gerlach (1816–1861). Sein Großvater Hans Ludwig von Hippel (1778–1813) war während der Befreiungskriege als preußischer Hauptmann gefallen.

## Leben
Er besuchte das Kneiphöfsche Gymnasium in Königsberg und studierte in Königsberg, Würzburg und Berlin. Im Wintersemester 1860/61 wurde er Mitglied der Burschenschaft Germania Königsberg. Nach dem Studium ging er zur Weiterbildung nach Prag, danach Wien (bei Ferdinand von Arlt) und Paris. 1868 erfolgte die Habilitation, 1874 wurde er außerordentlicher Professor, 1879 Ordinarius in Gießen. 1890 folgte er einem Ruf nach Königsberg an die dortige Universitäts-Augenklinik. Diese Klinik war 1873 von dem Ophthalmologen Julius Jacobson an der Albertus-Universität Königsberg als erste Universitätsaugenklinik gegründet worden. 1892 wechselte Hippel nach Halle, 1901 nach Göttingen.
Von den Studenten forderte er einen hohen Ausbildungsstand; so verlangte er von ihnen zum Examen die Durchführung der Iridektomie.

„Wenn wir von A. von Hippel hören und lesen, gewinnen wir den Eindruck eines echten Preußen der besten Zeit, der in seiner Kindheit noch durch den Idealismus Kants und den Humanismus v. Humboldts seine entscheidende Prägung erhalten hatte.“

Arthur von Hippels Grab befindet sich auf dem Stadtfriedhof Göttingen.

## Familie
Er heiratete im Jahr 1865 Olga Magnus (1846–1900). Das Paar hatte drei Söhne:
- Robert (1866–1951), deutscher Rechtswissenschaftler (Strafrecht)
- Eugen (1867–1939), deutscher Augenarzt
- Richard (1869–1918), deutscher Mediziner

## Wissenschaftliches Werk
Hippel setzte das Werk Julius Jacobsons fort. Er war Mitglied in dem von Hermann von Helmholtz 1850 gegründeten Verein für wissenschaftliche Heilkunde und gab – nicht nur in der kurzen Zeit seines Aufenthaltes in Königsberg – zahlreiche Veröffentlichungen heraus. An der Königsberger Klinik führte er die Augendruckmessung für jeden (älteren) Patienten ein, forschte über die Farbenblindheit und führte, Eberhard Kunz zufolge (siehe Literatur), 1891 erste Hornhauttransplantationen durch. Hierfür erhielt er den Albrecht-von-Graefe-Preis 1891 in Berlin.